# Marco Asensio
Marco Asensio Willemsen (phát âm tiếng Tây Ban Nha: [ˈmaɾko aˈsensjo], phát âm tiếng Hà Lan: [ˈʋɪləmsə(n)], sinh ngày 21 tháng 1 năm 1996) là một cầu thủ bóng đá chuyên nghiệp người Tây Ban Nha hiện đang thi đấu ở vị trí tiền vệ cánh hoặc tiền vệ tấn công cho câu lạc bộ Aston Villa tại Premier League dưới dạng cho mượn từ câu lạc bộ Paris Saint-Germain tại Ligue 1 và Đội tuyển bóng đá quốc gia Tây Ban Nha.

## Thiếu thời
Asensio sinh ra tại Palma de Mallorca, Mallorca, Quần đảo Baleares, Tây Ban Nha, có mẹ là người Hà Lan và cha là người Tây Ban Nha. Asensio gia nhập Mallorca vào năm 2006 từ Platges de Calvià. Mẹ anh, Maria Willemsen, qua đời vì bệnh ung thư khi anh mới 15 tuổi.

## Sự nghiệp câu lạc bộ

### Real Madrid
Vào ngày 24 tháng 11 năm 2014, Real Madrid đã đạt được thỏa thuận ký hợp đồng với Asensio. Vào ngày 5 tháng 12, thỏa thuận được chính thức công bố, với điều kiện Asensio, một người hâm mộ câu lạc bộ khi còn nhỏ, ký hợp đồng sáu năm với mức phí 3,9 triệu euro và ở lại Bermellones theo dạng cho mượn cho đến khi mùa giải kết thúc. Theo chủ tịch Real Madrid Florentino Pérez, tay vợt người Tây Ban Nha Rafael Nadal đã đóng vai trò quan trọng trong việc chuyển nhượng Marco Asensio đến Real Madrid.

#### Cho mượn tại Espanyol
Sau khi trải qua toàn bộ giai đoạn tiền mùa giải với Real Madrid, Asensio được cho Espanyol mượn ở La Liga vào ngày 20 tháng 8 năm 2015. Anh chơi trận đầu tiên tại La Liga vào ngày 19 tháng 9 khi chơi 86 phút trong chiến thắng 3–2 trước Real Sociedad. Anh kết thúc thời gian ở Sân vận động Cornellà-El Prat với 12 pha kiến tạo tổng thể.

#### Quay trở lại Real Madrid
Trở lại Sân vận động Santiago Bernabéu cho mùa giải 2016–17, Asensio ra sân lần đầu tiên trong một trận đấu chính thức khi anh chơi trọn vẹn 120 phút và ghi bàn từ cú sút xa 25 mét trong chiến thắng 3–2 trước đội bóng Tây Ban Nha Sevilla tại Siêu cúp châu Âu vào ngày 9 tháng 8. Anh ghi bàn trong trận trận ra quân đầu tiên tại giải đấu 12 ngày sau đó khi ghi bàn thắng thứ hai trong chiến thắng 3–0 trước Real Sociedad.
Asensio đã ra sân 23 lần trong mùa giải đầu tiên của mình, ghi ba bàn, và ăn mừng chức vô địch quốc gia lần đầu tiên của câu lạc bộ kể từ năm 2012. Anh đã ghi thêm một vài bàn thắng tại UEFA Champions League năm đó, bao gồm một bàn trong trận chung kết với Juventus (4–1) để mang về cho đội bóng Tây Ban Nha danh hiệu thứ 12 của đội tại giải đấu.
Asensio ghi bàn thắng đầu tiên của mình trong mùa giải 2017–18 với cú dứt điểm từ cự ly 22,8 m trong chiến thắng 3–1 trước Barcelona tại Camp Nou, giúp Real Madrid giành vô địch Siêu cúp Tây Ban Nha. Anh đã lặp lại chiến công đó với nỗ lực ngoạn mục tương tự ở lượt về, trong chiến thắng chung cuộc 5–1.
Vào ngày 28 tháng 9 năm 2017, Asensio đã gia hạn hợp đồng đến năm 2023. Vào ngày 18 tháng 2 năm 2018, anh đã ghi bàn thắng thứ 6.000 của Real Madrid tại giải đấu hàng đầu Tây Ban Nha với một cú đúp vào chiến thắng 5–3 trên sân khách trước Real Betis.
Asensio đã ghi một bàn thắng trong 11 lần ra sân tại UEFA Champions League 2017–18 và câu lạc bộ đã giành được danh hiệu thứ ba liên tiếp và thứ 13 trong giải đấu.
Vào ngày 24 tháng 7 năm 2019, Asensio bị rách dây chằng chéo trước trong trận đấu trước mùa giải với Arsenal. Vào ngày 19 tháng 6 năm 2020, anh thi đấu trở lại khi vào sân thay Federico Valverde ở phút 74, ghi bàn thắng thứ hai sau cú chạm bóng đầu tiên và kiến tạo bàn thắng thứ ba của Karim Benzema để ấn định chiến thắng 3–0 trước Valencia. Anh thi đấu thường xuyên hơn trong giai đoạn cuối của mùa giải, ghi ba bàn sau chín trận và giúp Real Madrid vô địch La Liga 2019–20.
Vào ngày 22 tháng 9 năm 2021, anh ghi hat-trick đầu tiên vào lưới đội bóng cũ Mallorca để giúp Real Madrid giành chiến thắng 6–1. Vào ngày 28 tháng 5 năm 2022, Asensio ngồi dự bị trong trận chung kết UEFA Champions League gặp Liverpool và cùng Real Madrid ăn mừng chức vô địch UEFA Champions League lần thứ 14. Asensio kết thúc mùa giải 2021–22 với 10 bàn thắng trong 30 trận La Liga. Bên cạnh đó, anh cũng đã giành chức vô địch La Liga 2021–22.
Vào ngày 3 tháng 6 năm 2023, Asensio trở thành cầu thủ tự do sau khi rời Real Madrid vì hợp đồng hết hạn.

### Paris Saint-Germain
Vào ngày 6 tháng 7 năm 2023, Asensio ký hợp đồng có hiệu lực đến tháng 6 năm 2026 với câu lạc bộ Paris Saint-Germain (PSG) tại Ligue 1. Anh ra mắt trong trận hòa 0–0 với Lorient tại Công viên Các hoàng tử vào ngày 12 tháng 8. Hai tuần sau, Asensio ghi bàn thắng đầu tiên trong trận đấu thứ hai cho câu lạc bộ cho PSG khi ghi bàn mở tỷ số trong chiến thắng 3–1 trên sân nhà trước Lens. Trong trận đấu tiếp theo trên sân khách với Lyon vào ngày 3 tháng 9, anh ghi một bàn thắng và kiến tạo bàn thắng thứ hai của Kylian Mbappé trong chiến thắng 4–1 cho Les Parisiens.

#### Cho mượn tại Aston Villa
Vào ngày 3 tháng 2 năm 2025, Aston Villa thông báo đã ký hợp đồng cho mượn Asensio cho đến hết mùa giải 2024–25.

## Đời tư
Cha của Asensio, Gilberto Asensio, một người Basque đã trải qua thời thơ ấu ở Essen, Đức, cũng từng là một cầu thủ bóng đá. Ông đã chơi trong màu áo Barakaldo CF ở vị trí tiền vệ tấn công khi còn trẻ. Anh trai của Marco, Igor, đã chơi cho Platges de Calvià ở vị trí hậu vệ.
Asensio kết hôn với bạn gái lâu năm của mình là Sandra Garal vào ngày 10 tháng 7 năm 2023.

## Thống kê sự nghiệp

### Câu lạc bộ
Tính đến 25 tháng 1 năm 2025
| Câu lạc bộ          | Mùa giải            | Giải vô địch        | Giải vô địch | Giải vô địch | Cúp quốc gia | Cúp quốc gia | Châu lục | Châu lục | Khác | Khác | Tổng cộng | Tổng cộng |
| Câu lạc bộ          | Mùa giải            | Hạng đấu            | Trận         | Bàn          | Trận         | Bàn          | Trận     | Bàn      | Trận | Bàn  | Trận      | Bàn       |
| ------------------- | ------------------- | ------------------- | ------------ | ------------ | ------------ | ------------ | -------- | -------- | ---- | ---- | --------- | --------- |
| Mallorca B          | 2013–14             | Tercera División    | 14           | 3            | —            | —            | —        | —        | —    | —    | 14        | 3         |
| Mallorca (mượn)     | 2013–14             | Segunda División    | 20           | 1            | 0            | 0            | —        | —        | —    | —    | 20        | 1         |
| Mallorca (mượn)     | 2014–15             | Segunda División    | 36           | 6            | 0            | 0            | —        | —        | —    | —    | 36        | 6         |
| Mallorca (mượn)     | Tổng cộng           | Tổng cộng           | 56           | 7            | 0            | 0            | —        | —        | —    | —    | 56        | 7         |
| Espanyol (mượn)     | 2015–16             | La Liga             | 34           | 4            | 3            | 0            | —        | —        | —    | —    | 37        | 4         |
| Real Madrid         | 2016–17             | La Liga             | 23           | 3            | 6            | 3            | 8        | 3        | 1    | 1    | 38        | 10        |
| Real Madrid         | 2017–18             | La Liga             | 32           | 6            | 5            | 2            | 12       | 1        | 4    | 2    | 53        | 11        |
| Real Madrid         | 2018–19             | La Liga             | 30           | 1            | 5            | 3            | 7        | 2        | 2    | 0    | 44        | 6         |
| Real Madrid         | 2019–20             | La Liga             | 9            | 3            | 0            | 0            | 1        | 0        | 0    | 0    | 10        | 3         |
| Real Madrid         | 2020–21             | La Liga             | 35           | 5            | 1            | 0            | 11       | 2        | 1    | 0    | 48        | 7         |
| Real Madrid         | 2021–22             | La Liga             | 31           | 10           | 2            | 1            | 8        | 1        | 1    | 0    | 42        | 12        |
| Real Madrid         | 2022–23             | La Liga             | 31           | 9            | 5            | 0            | 12       | 3        | 3    | 0    | 51        | 12        |
| Real Madrid         | Tổng cộng           | Tổng cộng           | 191          | 37           | 24           | 9            | 59       | 12       | 12   | 3    | 286       | 61        |
| Paris Saint-Germain | 2023–24             | Ligue 1             | 19           | 4            | 5            | 1            | 6        | 0        | 1    | 0    | 31        | 5         |
| Paris Saint-Germain | 2024–25             | Ligue 1             | 12           | 2            | 0            | 0            | 4        | 0        | 0    | 0    | 16        | 2         |
| Paris Saint-Germain | Tổng cộng           | Tổng cộng           | 31           | 6            | 5            | 1            | 10       | 0        | 1    | 0    | 47        | 7         |
| Aston Villa (mượn)  | 2024–25             | Premier League      | 0            | 0            | 1            | 0            | 0        | 0        | 0    | 0    | 1         | 0         |
| Tổng cộng sự nghiệp | Tổng cộng sự nghiệp | Tổng cộng sự nghiệp | 326          | 57           | 33           | 10           | 69       | 12       | 13   | 3    | 441       | 82        |

1. ↑  Bao gồm Copa del Rey, Coupe de France và FA Cup
2. 1 2 3 4 5 6 7 8 9 10  Ra sân tại UEFA Champions League
3. ↑  Ra sân tại UEFA Super Cup
4. ↑  Ra sân tại UEFA Super Cup, ra sân hai lần và ghi hai bàn thắng tại Supercopa de España, ra sân một lần tại FIFA Club World Cup
5. ↑  Ra sân tại UEFA Super Cup, ra sân tại FIFA Club World Cup
6. 1 2  Ra sân tại Supercopa de España
7. ↑  Ra sân hai lần tại Supercopa de España, ra sân một lần tại FIFA Club World Cup
8. ↑  Ra sân tại Trophée des Champions

### Quốc tế
Tính đến 8 tháng 9 năm 2023
| Đội tuyển quốc gia | Năm       | Trận | Bàn |
| ------------------ | --------- | ---- | --- |
| Tây Ban Nha        | 2016      | 2    | 0   |
| Tây Ban Nha        | 2017      | 6    | 0   |
| Tây Ban Nha        | 2018      | 12   | 1   |
| Tây Ban Nha        | 2019      | 4    | 0   |
| Tây Ban Nha        | 2020      | 2    | 0   |
| Tây Ban Nha        | 2022      | 9    | 1   |
| Tây Ban Nha        | 2023      | 3    | 0   |
| Tổng cộng          | Tổng cộng | 38   | 2   |

#### Danh sách bàn thắng quốc tế
Tính đến 18 tháng 6 năm 2023
Tỷ số và kết quả liệt kê bàn thắng của Tây Ban Nha được để trước, cột tỷ số cho biết tỷ số sau mỗi bàn thắng của Asensio.
| # | Ngày                 | Địa điểm                                                | Đối thủ    | Bàn thắng | Kết quả | Giải đấu                                 |
| - | -------------------- | ------------------------------------------------------- | ---------- | --------- | ------- | ---------------------------------------- |
| 1 | 11 tháng 9 năm 2018  | Sân vận động Manuel Martínez Valero, Elche, Tây Ban Nha | Croatia    | 2–0       | 6–0     | UEFA Nations League 2018–19 (hạng đấu A) |
| 2 | 23 tháng 11 năm 2022 | Sân vận động Al Thumama, Doha, Qatar                    | Costa Rica | 2–0       | 7–0     | FIFA World Cup 2022                      |

## Danh hiệu

### Câu lạc bộ
Real Madrid
- La Liga: 2016–17, 2019–20, 2021–22
- Copa del Rey: 2022–23
- Supercopa de España: 2017, 2022
- UEFA Champions League: 2016–17, 2017–18, 2021–22
- UEFA Super Cup: 2016, 2017, 2022
- FIFA Club World Cup: 2016, 2017, 2018, 2022

Paris Saint-Germain
- Ligue 1: 2023–24
- Coupe de France: 2023–24
- Trophée des Champions: 2023, 2024
- UEFA Champions League : 2024 - 2025

### Đội tuyển quốc gia
U-19 Tây Ban Nha
- UEFA U-19 Euro: 2015

U-21 Tây Ban Nha
- Á quân UEFA U-21 Euro: 2017

U-23 Tây Ban Nha (Olympic Tây Ban Nha)
- Huy chương bạc Thế vận hội: 2020

Tây Ban Nha
- UEFA Nations League: 2022–23

### Cá nhân
- Cầu thủ Segunda División xuất sắc nhất mùa giải: Tháng 10 năm 2014
- Cầu thủ vàng UEFA U-19 Euro: 2015
- Cầu thủ đột phá nhất La Liga: 2015–16
- Giày bạc UEFA U-21 Euro: 2017
- Đội hình tiêu biểu UEFA U-21 Euro: 2017
- Đội hình đột phá tiêu biểu UEFA Champions League: 2017